# Lago Beaverhill
O lago Beaverhill é um lago no centro da província de Alberta, no Canadá, em (língua cree: Amisk-wa-chi-sakhahigan). Trata-se de um grande lago que seca com alguma frequência, facto que se deve a sua pouca profundidade que ronda os 2 e 3 metros. É um sítio de importância regional do Hemisfério Ocidental para a protecção das aves. 
É gerido pelo Serviço da Vida Selvagem do Canadá, divisão de Meio Ambiente do Canadá. 
Este lago está localizado a 70 km a sul da cidade de Edmonton, perto da cidade de Tofield. O lago por ser um habitat bastante procurado pelas aves, e foi designado como "Ponto Importante da Natureza Nacional" pela “Natureza Canadá” (anteriormente conhecida como a Federação da Natureza do Canadá) em 1981.
O lago tem uma área total de 139 km² e encontra-se na bacia hidrográfica do norte do rio North Saskatchewan. 
A área da Reserva Natural de Beaverhill foi criada em 1987 para proteger o lago e seus arredores. A Área Marginal do Lago Beaverhill também foi constituída como local de proteção, estabelecendo-se sobre as margens do lago. 
O Grupo de Lagos Beaverhill, forma uma unidade estratigráfica da Bacia Sedimentar do Canadá ocidental onde se encontra este lago. 